# 圣玛尔定圣殿 (博洛尼亚)
圣玛尔定圣殿（Basilica di San Martino）是一座罗马天主教宗座圣殿，位于意大利博洛尼亚的马萨拉街（Via Marsala）和古格列尔莫奥伯丹街（Via Guglielmo Oberdan）转角 。该堂与毗邻的加尔默罗会修道院一同建立。

## 历史
此处的一座教堂建于1217年，1457年添加了天花板的砖拱顶。现在的立面建于1879年，为哥特式风格，有各种圣徒的雕像。教堂前广场的柱子上是一尊安德里亚·费雷里的圣母子雕像（1705年）。在侧门上方的弦月窗，有一幅弗朗切斯科 · 曼齐尼的浮雕《圣玛尔定骑在马背上，将一半长袍分给乞丐》（1531 年）； 门上装饰有古代的牛头骨。

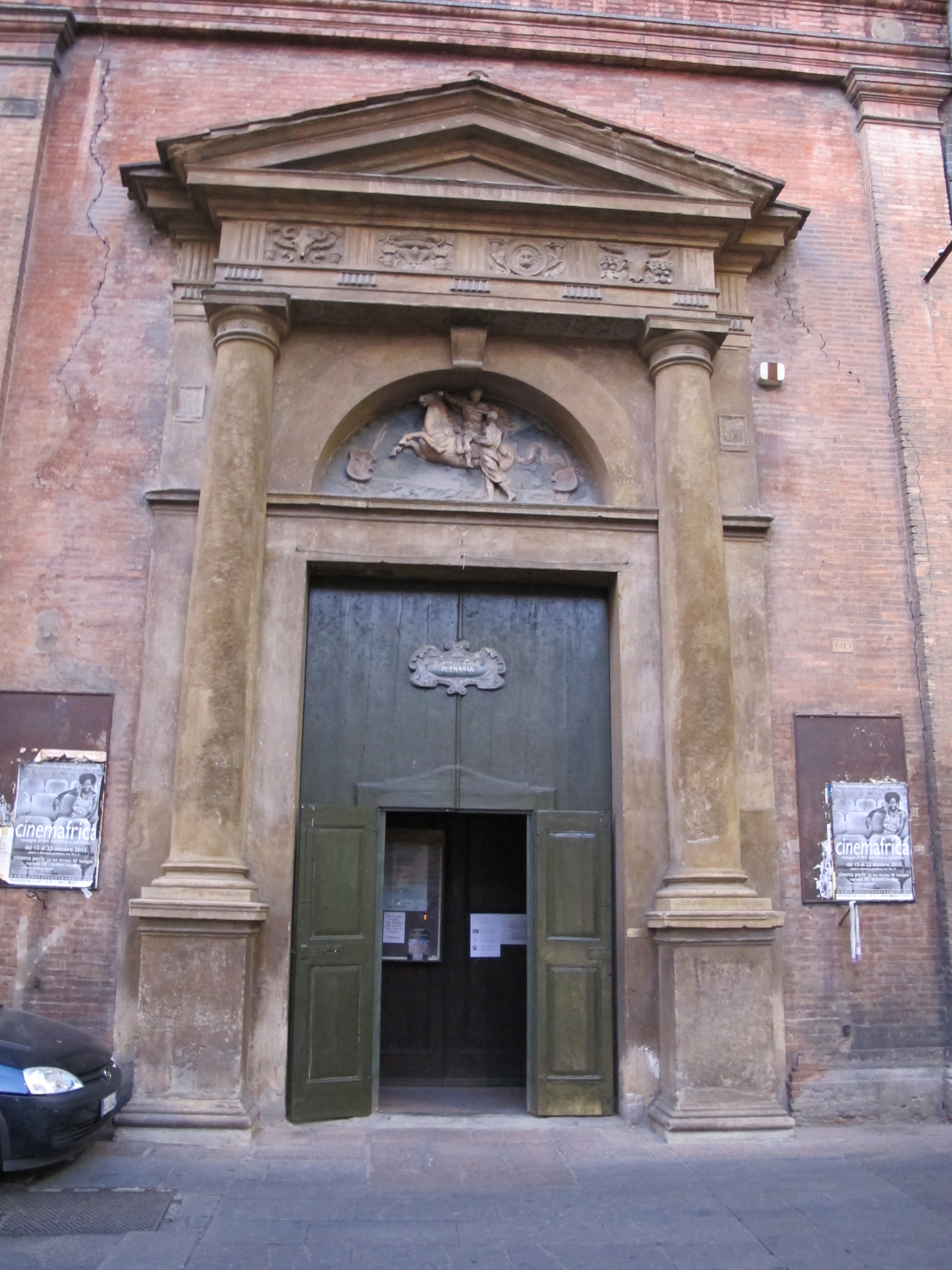
南侧门的圣玛尔定弦月窗

沿着中殿的右侧，第一个小堂有一幅吉罗拉莫·达·卡皮的《三博士朝拜》（1532年）。下一个小堂有切萨雷·根纳里的《加尔默罗圣徒》（17世纪中叶）。中殿右侧的一根石柱上，有15世纪利波·达尔马西奥的壁画，描绘《圣安多尼、安飞和以利亚》。
维塔莱·达·博洛尼亚的《十字架》是在15世纪为这座教堂完成的。祭坛画是吉罗拉莫·达·塞蒙塔的《圣母与圣徒》（1548年）。
左侧的第一个小堂装饰着洛伦佐·科斯塔的《圣母升天》（1506年）。圣玛丽亚·马达莱纳·德·帕齐的雕像是以古老而高贵的帕齐家族命名，帕齐家族最初来自佛罗伦萨。雕像从从佛罗伦萨的加尔默罗会圣玛丽亚修道院转移到这里。
左侧是一座供奉加尔默罗山圣母的小堂。雕塑装饰由阿方索·托雷吉尼于1756年完成。维托里奥·比加里、古格列尔莫·博尔戈涅、亚历山德罗·蒂亚里尼和贾科莫·塞门蒂也从事过装饰工作。
在最后的小堂里，祭坛上方是15世纪晚期弗朗切斯科·弗兰西亚的《圣母与圣徒》，而祭坛桌子下是阿米科·阿斯佩蒂尼的《下十字架》（16世纪初）。画作《先知圣以利亚》是由亚历山德罗·瓜尔达索尼绘制，随后是保罗·乌切洛的《耶稣降生》中的残片（15世纪中叶）, 以及15世纪雅科波·德拉·奎尔西亚的加尔默罗圣母的陶像。
在教堂旁边的一个房间里是祭衣间。沿着祭衣间的右侧是保罗·乌切洛的《耶稣降生》中的残片。事实上，壁画曾经布满整个侧面，但在重建过程中被毁。 